# Singapour aux Jeux olympiques d'été de 2020
Singapour participe aux Jeux olympiques de 2020 à Tokyo au Japon. Il s'agit de sa 17e participation à des Jeux d'été.

## Athlètes engagés
| Sport           | Hommes | Femmes | Total |
| --------------- | ------ | ------ | ----- |
| Athlétisme      | 0      | 1      | 1     |
| Aviron          | 0      | 1      | 1     |
| Badminton       | 1      | 1      | 2     |
| Équitation      | 0      | 1      | 1     |
| Escrime         | 0      | 2      | 2     |
| Gymnastique     | 0      | 1      | 1     |
| Natation        | 2      | 2      | 4     |
| Plongeon        | 1      | 1      | 2     |
| Tennis de table | 1      | 3      | 4     |
| Tir             | 0      | 1      | 1     |
| Voile           | 1      | 3      | 4     |
| Total           | 6      | 17     | 23    |

## Résultats

### Athlétisme
| Athlète                 | Épreuve       | 1er tour | 1er tour | Demi-finale | Demi-finale | Finale  | Finale  |
| Athlète                 | Épreuve       | Temps    | Rang     | Temps       | Rang        | Temps   | Rang    |
| ----------------------- | ------------- | -------- | -------- | ----------- | ----------- | ------- | ------- |
| Veronica Shanti Pereira | 200 m féminin | 23 s 96  | 6e       | Éliminé     | Éliminé     | Éliminé | Éliminé |

### Aviron
| Athlète  | Compétition   | Série         | Série | Repêchages   | Repêchages | Quarts de finale | Quarts de finale | Demi-finale                   | Demi-finale | Finale                 | Finale |
| Athlète  | Compétition   | Temps         | Rang  | Temps        | Rang       | Temps            | Rang             | Temps                         | Rang        | Temps                  | Rang   |
| -------- | ------------- | ------------- | ----- | ------------ | ---------- | ---------------- | ---------------- | ----------------------------- | ----------- | ---------------------- | ------ |
| Joan Poh | Skiff féminin | 8 min 31 s 12 | 6e    | 8 min 40 s 6 | 4e         | Non disputé      | Non disputé      | Demi-finale E/F 8 min 47 s 77 | 3e          | Finale E 8 min 21 s 23 | 28e    |

### Badminton
| Athlète      | Compétition   | Phase de groupes              | Phase de groupes                     | Phase de groupes | 1/8e de finale   | Quarts de finale | Demi-finales     | Finale           | Finale   |
| Athlète      | Compétition   | Adversaire Score              | Adversaire Score                     | Rang             | Adversaire Score | Adversaire Score | Adversaire Score | Adversaire Score | Rang     |
| ------------ | ------------- | ----------------------------- | ------------------------------------ | ---------------- | ---------------- | ---------------- | ---------------- | ---------------- | -------- |
| Loh Kean Yew | Simple hommes | Mahmoud Victoire 21-15, 21-12 | Christie Défaite 20-22, 21-13, 18-21 | 2e du gr. G      | Éliminé          | Éliminé          | Éliminé          | Éliminé          | Éliminé  |
| Yeo Jia Min  | Simple dames  | Gaitan Victoire 21-7, 21-10   | Kim Défaite 13-21, 14-21             | 2e du gr. K      | Éliminée         | Éliminée         | Éliminée         | Éliminée         | Éliminée |

### Équitation
| Athlète       | Cheval   | Compétition | Grand Prix | Grand Prix | Grand prix spécial | Grand prix spécial | Grand prix spécial | Grand prix libre | Grand prix libre | Grand prix libre | Total    | Total    |
| Athlète       | Cheval   | Compétition | Score      | Rang       | Score              | Total              | Rang               | Score            | Total            | Rang             | Score    | Rang     |
| ------------- | -------- | ----------- | ---------- | ---------- | ------------------ | ------------------ | ------------------ | ---------------- | ---------------- | ---------------- | -------- | -------- |
| Caroline Chew | Tribiani | Individuel  | Éliminée   | Éliminée   | Éliminée           | Éliminée           | Éliminée           | Éliminée         | Éliminée         | Éliminée         | Éliminée | Éliminée |

### Escrime
| Athlète        | Compétition        | 1/32e de finale    | 1/16e de finale       | 1/8e de finale   | Quarts de finale | Demi-finale Classement 5-8 | Finale 3e place Classement 5e, 7e places | Rang     |
| Athlète        | Compétition        | Adversaire Score   | Adversaire Score      | Adversaire Score | Adversaire Score | Adversaire Score           | Adversaire Score                         | Rang     |
| -------------- | ------------------ | ------------------ | --------------------- | ---------------- | ---------------- | -------------------------- | ---------------------------------------- | -------- |
| Kiria Tikanah  | Épée individuelle  | Lin Victoire 15-11 | Popescu Défaite 10-15 | Éliminée         | Éliminée         | Éliminée                   | Éliminée                                 | Éliminée |
| Amita Berthier | Fleuret individuel | Exemptée           | Kiefer Défaite 4-15   | Éliminée         | Éliminée         | Éliminée                   | Éliminée                                 | Éliminée |

### Gymnastique artistique
| Athlète    | Compétition | Qualifications | Qualifications      | Qualifications | Qualifications | Qualifications | Qualifications | Finale   | Finale              | Finale   | Finale   | Finale   | Finale   |
| Athlète    | Compétition | Appareil       | Appareil            | Appareil       | Appareil       | Total          | Rang           | Appareil | Appareil            | Appareil | Appareil | Total    | Rang     |
| Athlète    | Compétition | Saut           | Barres asymétriques | Poutre         | Sol            | Total          | Rang           | Saut     | Barres asymétriques | Poutre   | Sol      | Total    | Rang     |
| ---------- | ----------- | -------------- | ------------------- | -------------- | -------------- | -------------- | -------------- | -------- | ------------------- | -------- | -------- | -------- | -------- |
| Tan Sze En | Poutre      | -              | -                   | 11,033         | -              | 11,033         | 84e            | Éliminée | Éliminée            | Éliminée | Éliminée | Éliminée | Éliminée |
| Tan Sze En | Sol         | -              | -                   | -              | 11,833         | 11,833         | 75e            | Éliminée | Éliminée            | Éliminée | Éliminée | Éliminée | Éliminée |

### Natation
| Athlète          | Épreuve                    | Série         | Série       | Demi-finale | Demi-finale | Finale           | Finale   |
| Athlète          | Épreuve                    | Temps         | Rang        | Temps       | Rang        | Temps            | Rang     |
| ---------------- | -------------------------- | ------------- | ----------- | ----------- | ----------- | ---------------- | -------- |
| Joseph Schooling | 100 m nage libre masculin  | 49 s 84       | 39e         | Éliminé     | Éliminé     | Éliminé          | Éliminé  |
| Joseph Schooling | 100 m papillon masculin    | 53 s 12       | 44e         | Éliminé     | Éliminé     | Éliminé          | Éliminé  |
| Quah Zheng Wen   | 100 m papillon masculin    | 52 s 39       | 34e         | Éliminé     | Éliminé     | Éliminé          | Éliminé  |
| Quah Zheng Wen   | 200 m papillon masculin    | 1 min 56 s 42 | 22e         | Éliminé     | Éliminé     | Éliminé          | Éliminé  |
| Quah Zheng Wen   | 100 m dos masculin         | 53 s 94       | 22e         | Éliminé     | Éliminé     | Éliminé          | Éliminé  |
| Quah Ting Wen    | 50 m nage libre féminin    | 26 s 16       | 40e         | Éliminée    | Éliminée    | Éliminée         | Éliminée |
| Quah Ting Wen    | 100 m nage libre féminin   | 56 s 36       | 36e         | Éliminée    | Éliminée    | Éliminée         | Éliminée |
| Chantal Liew     | 10 km en eau libre féminin | Non disputé   | Non disputé | Non disputé | Non disputé | 2 h 8 min 17 s 9 | 23e      |

### Plongeon
| Athlète       | Compétition                 | Éliminatoires | Éliminatoires | Demi-finale | Demi-finale | Finale   | Finale   |
| Athlète       | Compétition                 | Points        | Rang          | Points      | Rang        | Points   | Rang     |
| ------------- | --------------------------- | ------------- | ------------- | ----------- | ----------- | -------- | -------- |
| Jonathan Chan | Haut-vol à 10 mètres hommes | 311,15        | 26e           | Éliminé     | Éliminé     | Éliminé  | Éliminé  |
| Freida Lim    | Haut-vol à 10 mètres femmes | 215,90        | 30e           | Éliminée    | Éliminée    | Éliminée | Éliminée |

### Tennis de table
| Athlète(s)                        | Compétition        | Tour préliminaire | 1er tour          | 2e tour              | 3e tour            | 4e tour             | Quarts de finale      | Demi-finale      | Finale / MB      | Rang      |
| Athlète(s)                        | Compétition        | Adversaire Score  | Adversaire Score  | Adversaire Score     | Adversaire Score   | Adversaire Score    | Adversaire Score      | Adversaire Score | Adversaire Score | Rang      |
| --------------------------------- | ------------------ | ----------------- | ----------------- | -------------------- | ------------------ | ------------------- | --------------------- | ---------------- | ---------------- | --------- |
| Clarence Chew                     | Simple messieurs   | Exempté           | Diaw Victoire 4-2 | Habesohn Défaite 1-4 | Éliminé            | Éliminé             | Éliminé               | Éliminé          | Éliminé          | Éliminé   |
| Feng Tianwei                      | Simple dames       | Exemptée          | Exemptée          | Exemptée             | Xiao Victoire 4-1  | Han Défaite 1-4     | Éliminée              | Éliminée         | Éliminée         | Éliminée  |
| Yu Meng Yu                        | Simple dames       | Exemptée          | Exemptée          | Shao Victoire 4-0    | Cheng Victoire 4-0 | Juan Victoire 4-2   | Ishikawa Victoire 4-1 | Chen Défaite 0-4 | Ito Défaite 1-4  | 4e        |
| Feng Tianwei Lin Ye Yu Yu Meng Yu | Par équipes femmes | Non disputé       | Non disputé       | Non disputé          | Non disputé        | France Victoire 3-0 | Chine Défaite 0-3     | Éliminées        | Éliminées        | Éliminées |

### Tir
| Athlète   | Compétition                  | Qualification | Qualification | Finale   | Finale   |
| Athlète   | Compétition                  | Points        | Rang          | Points   | Rang     |
| --------- | ---------------------------- | ------------- | ------------- | -------- | -------- |
| Adele Tan | Carabine à air comprimé 10 m | 625,3         | 21e           | Éliminée | Éliminée |

### Voile
| Athlète                  | Compétition    | Régate | Régate | Régate | Régate | Régate | Régate | Régate | Régate | Régate | Régate | Régate      | Régate      | Régate | Total net | Rang final |
| Athlète                  | Compétition    | 1      | 2      | 3      | 4      | 5      | 6      | 7      | 8      | 9      | 10     | 11          | 12          | CM     | Total net | Rang final |
| ------------------------ | -------------- | ------ | ------ | ------ | ------ | ------ | ------ | ------ | ------ | ------ | ------ | ----------- | ----------- | ------ | --------- | ---------- |
| Ryan Lo                  | Laser hommes   | 18     | 15     | 6      | 28     | 21     | 24     | 22     | Dsq    | 22     | 5      | Non disputé | Non disputé | EL     | 158       | 21e        |
| Kimberly Lim Cecilia Low | 49er FX femmes | 12     | 12     | 11     | 15     | 15     | 13     | 3      | 2      | 7      | 8      | 1           | 13          | 20     | 117       | 10e        |
| Amanda Ng                | RS:X femmes    | 22     | 17     | 20     | 25     | 26     | 27     | 26     | 26     | 23     | 26     | 24          | 25          | EL     | 260       | 26e        |